# Prawo martwej ręki
Prawo martwej ręki albo martwa ręka – historyczny termin, przyjmujący różne znaczenia w różnych okresach.
W epoce feudalnej oznaczał sytuację kogoś, kto nie miał prawa dysponować własnymi dobrami w testamencie, ponieważ prawnie wszystko, co posiadał, należało do jego pana.
Następnie „martwa ręka” dotyczyła dóbr kościelnych, objętych zobowiązaniem ich niezbywalności. W epoce nowożytnej dobra kościelne były przedmiotem sporu pomiędzy państwem a Kościołem. Ze względu na sytuację prawną majątki kościelne pomniejszały więc państwowe środki ekonomiczne. Jako niezbywalne dobra skonfiskowane przez urzędy kościelne zostały wyłączone z obrotu ziemią. Ponadto generalnie były „wolne”, tzn. nie podlegały fiskusowi lub były nisko opodatkowane. Dlatego próbowano ograniczyć możliwości do nabywania nowych dóbr przez Kościół i powiększania zasobów „martwej ręki”.